# Station Otwock WKD
Station Otwock WKD is een spoorwegstation in de Poolse plaats Otwock.